# Conny

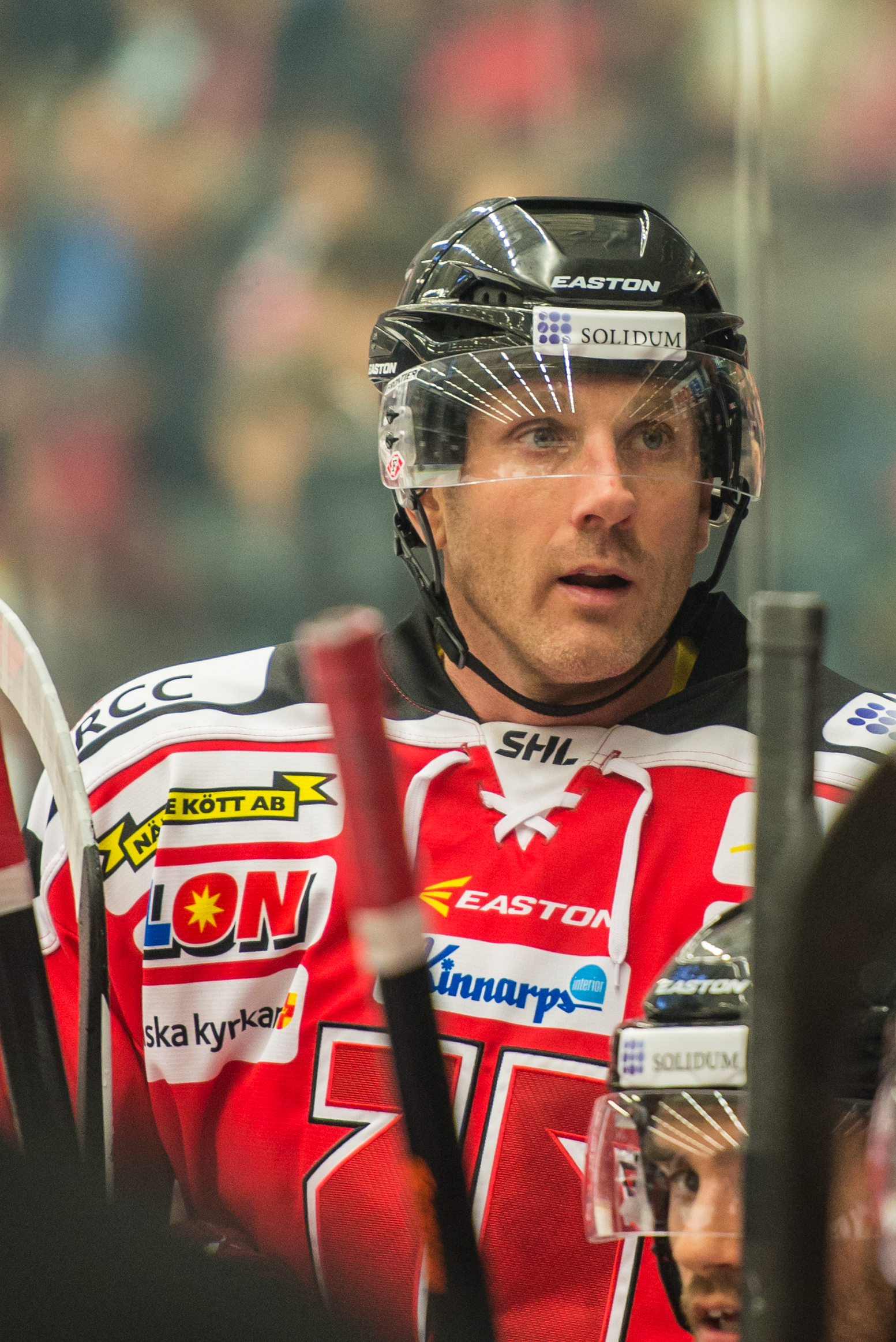
Conny Strömberg, 2013.

Mansnamnet Conny, eller Konny, är en engelsk kortform av Konstantin som betyder den ståndaktige. Namnet kan också vara en smekform av Konrad. Den vanligaste stavningen är med C. Namnet förekommer också som kvinnonamn, Connie.
Namnet har avtagit i användning i Sverige sedan en topp under 1950-talet [källa behövs].  
Den 31 december 2009 fanns det totalt 15 226 personer i Sverige med namnet Conny/Konny, varav 9 074 med det som förstanamn/tilltalsnamn. 
År 2003 fick 40 pojkar namnet, varav 3 fick det som tilltalsnamn.
Namnsdag i Sverige: 21 maj. I den finlandssvenska namnsdagslängden har Conny namnsdag 21 maj sedan 1995.

## Personer vid namn Conny/Konny
- Conny Andersson, formel 1-förare
- Conny Borg, regissör/koreograf
- Conny Evensson, ishockeyspelare och tränare
- Konny Isgren, poet
- Conny Johansson, fotbollsspelare
- Conny Karlsson, fotbollsspelare och tränare
- Conny Malmqvist, kompositör
- Conny Molin, operasångare
- Conny Nimmersjö, musiker
- Conny Samuelsson, speedwayförare
- Conny Silfver, friidrottare
- Conny Strömberg, ishockeyspelare
- Conny Söderström, operasångare
- Conny Torstensson, fotbollsspelare
- Conny Öhman, politiker, riksdagsledamot

## Fiktiva figurer vid namn Conny/Konny
- Conny Bertilsson, Suneserien, Sunes kompis i den nya staden han flyttar till
- Socker-Conny, seriefigur